# فالنتينا أبو عقصة
فالنتينا أبوعقصة (ولدت في 13 ديسمبر 1967 في معليا) ممثلة وكاتبة ومخرجة مسرحية فلسطينية، تقيم في حيفا.

## عنها
ولدت عام 1967 في بلدة معيا في الجليل الأعلى في شمال فلسطين.
احترفت المسرح كممثلة عام 1986 -بعد عام ونصف من دراسة التمثيل في تل أبيب والقدس- مع فرقة الحكواتي بالقدس وشاركت في عدة أعمال مسرحية فلسطينية، وهي عضو مؤسس في رابطة المسرحيين الفلسطينيين عام 1987 في القدس المحتلة. اتجهت إلى الإعداد، كتابة المسرح، الإخراج ثم الإنتاج، ولها عدد من الأعمال، شكل سابقة على ساحة المسرح الفلسطيني، منها مشروع (طفل فنان) وإنجازاته، ومسرحية (أنا حرة).
في 9 أبريل 2002 أصيبت بعيار ناري حَيّ أطلقه جندي إسرائيلي، على مشارف مخيم جنين تسبب لها بإعاقة مستديمة في مفصل يدها اليسرى.
قدمت أدوارها وأعمالها على خشبات مسارح فلسطين ومدن عربية، والعديد من مدن أوروبا والولايات المتحدة.
متزوجة من المقدسي الأصل رومل عبد النور، وولديهما ولدان هما ناشد ويمان.

## أعمالها

### التمثيل
- اليوبيل
- مسرحية ناطرين فرج \ عن ناطرين غودو
- كفر شما
- خربشة في محطة
- الأيدي القذرة
- بيت السيدة \ عن بيت برناردا ألبا
- لم يمت \ عن ملحمة جلجامش
- المسرحية الغنائية جلجامش
- عرس الدم
- محطة
- أنا حرة
- قدمت أدوارها وأعمالها بتميز على خشبات مسارح فلسطين ودول عربية، أوروبية والولايات المتحدة.
- عدد من أدوارها، باللغات الإيطالية، الفرنسية والإنجليزية

### الإخراج
- خربشة في محطة
- الحلم (أربعة رؤى)
- شبابيك الغزالة
- نُص نصيص (مسرح دُمى)
- شبابيك الغزالة بالإيطالية
- أنا حرة.

### الكتابة
- خربشة في محطة، الحلم، نُص نصيص، شبابيك الغزالة (إعداد قصص شبابيك الغزالة ل د.سهير أبو عقصة داود) ومسرحية أنا حرة.

### المهرجانات
- شاركت في عدد من مهرجانات المسرح، أهمها، البحث عن المسرح في سردينيا، قرطاج في تونس، أيام عمان المسرحية في الأردن، مهرجان يوم المرأة العالمي في مسرح «البلد» في عمّان، في المؤتمر الدولي لنصرة الأسير الفلسطيني في المغرب وفي المؤتمر الدولي للكاتبات المسرحيات في ستوكهولم.

### الإدارة والتبادل الثقافي
- أسست وأدارت مشروع (طفل فنان) في حيفا عام 2001-2005
- قدمت ورشات عمل في مجال المسرح \ التمثيل للأطفال والشبيبة في أرجاء فلسطين
- بادرت وأدارت عدد من مشاريع المسرح والتبادل الثقافي مع العديد من الشراكات في فلسطين والخارج
- عضو في لجنة إدارة المؤتمر الدولي العاشر للكاتبات المسرحيات 2012-2015 في العاصمة كيب تاون

### الإنتاج
- أنتجت مسرحية «الحلم» – ثلاث مرات– برؤى وطواقم مختلفة.
- أنتجت مسرحية «شبابيك الغزالة» من خلال مشروعها (طفل فنان).
- شاركت في إنتاج «شبابيك الغزالة» بالإيطالية في ألغيرو-سردينيا
- أنتجت مشروع مسرحية «أنا حرة» (من بداية البحث إلى العروض على الخشبة)

### الشعر
كتبت الشعر في طفولتها منذ 1981، ونشرت باكورتها في جريدة الحزب الشيوعي (الاتحاد) عام 1984 ثم مجلة الهدف، وتوالى نشر العشرات من قصائدها في الصحف الفلسطينية، الاتحاد، فصل المقال، الأيام، مجلة الكاتب ودفاتر ثقافية. فاشتهر اسمها كشاعرة منذ رعونتها، وبرزت شخصيتها المتمردة من خلال تأليفها وإلقائها للشعر، في العديد من المناسبات الوطنية والأممية، ولها –من إنتاجها–عام 1999 إصدار بعنوان «مرآة».

### المرئي
- مسلسل مزح في جد
- فيلم المر والرمان
- فيلم عيد ميلاد ليلى
- فيلم حدوته صغيرة
- فيلم الحب والسرقة ومشاكل أخرى

## جوائز
- نالت في آب 2012 جائزة «ايتيل عدنان» العالمية للأدب المسرحي على مسرحيتها «أنا حرة» في المؤتمر الدولي للكاتبات المسرحيات الذي عقد في ستوكهولم.[4]

## روابط خارجية
- موقع فالنتينا أبو عقصة الرسمي
- قناة الحرة ترصد الفنانة الفلسطينية فالنتينا أبو عقصة (فيدبو على موقع يويتيوب)